# József Deme
József Deme (11 dicembre 1951) è un ex canoista ungherese.

## Palmarès

### Olimpiadi
- 1 medaglia:
  - 1 argento (Monaco di Baviera 1972 nel K-2 1000 m)

### Mondiali
- 7 medaglie:
  - 2 ori (Tampere 1973 nel K-2 1000 m; Tampere 1973 nel K-4 1000 m)
  - 2 argenti (Tampere 1973 nel K-2 500 m; Città del Messico 1974 nel K-2 500 m)
  - 3 bronzi (Città del Messico 1974 nel K-4 1000 m; Belgrado 1975 nel K-2 1000 m; Belgrado 1975 nel K-4 1000 m)